# Mabululu
Agostinho Cristóvão Paciência (Luanda, 1 de junho de 1992), conhecido apenas como Mabululu, é um futebolista angolano que atua como atacante. Atualmente defende o Al Ahly Tripoli e a Seleção Angolana.

## Carreira em clubes
Revelado pelo Santos de Luanda, Mabululu jogou a maior parte de sua carreira em clubes angolanos, com destaque para o Primeiro de Agosto, onde atuou entre 2019 e 2021 (94 partidas oficiais e 47 gols marcados) e o Petro de Luanda (35 partidas e 9 gols). Defendeu ainda Kabuscorp, Progresso Sambizanga, Recreativo do Libolo, Interclube, ASA e Domant. Pelo Primeiro de Agosto, venceu o Girabola de 2018–19 e também foi o artilheiro da competição, com 14 gols.
Em setembro de 2021, assinou com o Al-Ittihad Alexandria (Egito), em sua primeira experiência fora do futebol angolano.
Em 2024, assinou com o Al Ahly Tripoli (Líbia).

## Carreira internacional
Mabululu estreou pela Seleção Angolana em junho de 2013, contra a Suazilândia (atual Essuatini), marcando seu primeiro gol pelos Palancas Negras no mês seguinte, no empate por 1 a 1 com o Lesoto, pela Copa COSAFA. Ficou de fora das convocações da seleção até 2018, voltando a vestir a camisa de Angola na partida contra a Mauritânia, que venceu por 1 a 0.
Foi convocado para a Copa Africana de 2019, tendo disputado 2 partidas (Mauritânia e Mali). Na edição de 2023 (sediada na Costa do Marfim), ajudou Angola a se classificar para as quartas-de-final da competição, marcando 3 gols: 2 foram na fase de grupos (empate por 1 a 1 com a Argélia ena vitória sobre Burkina Faso), e um na vitória por 3 a 0 sobre a Namíbia, pelas oitavas-de-final.

## Títulos
Primeiro de Agosto
- Girabola: 2018–19
- Taça de Angola: 2018–19

Petro de Luanda
- Supertaça de Angola: 2013

### Individuais
- Artilheiro do Girabola de 2018–19: 14 gols
- Artilheiro da Taça de Angola de 2018–19: 3 gols
- Artilheiro do Campeonato Egípcio de 2022–23: 16 gols